# Rubén Palazuelos
Rubén Palazuelos García (* 11. April 1983 in Santander) ist ein spanischer Fußballspieler, der vorrangig im defensiven Mittelfeld eingesetzt wird.

## Fußballlaufbahn
Palazuelos begann seine Karriere bei seinem Heimverein Racing de Santander, schaffte aber nie den Sprung in die erste Mannschaft. Seine erste Profi-Saison verbrachte er in der dritten spanischen Liga bei UD Lanzarote und CF Palencia, bevor er 2006 zu Gimnástica de Torrelavega wechselte.
Für Torrelavega bestritt Palazuelos allerdings kein einziges offizielles Spiel und wurde so in der Saison 2006/07 an den griechischen Erstligisten Aris Thessaloniki ausgeliehen. Im darauffolgenden Sommer, unterschrieb Palazuelos beim schottischen Erstligisten Heart of Midlothian am 31. Juli 2007, nachdem der Spieler sich selbst für circa 300.000 Euro aus seinem Vertrag bei Gimnástica de Torrelavega ausgekauft hatte.
Palazuelos debütierte für seinen neuen Verein beim 1:1-Unentschieden gegen Aberdeen im August 2007 und erzielte seinen ersten Treffer für Hearts gegen Falkirk bei einer 2:1-Auswärtsniederlage im Falkirk Stadium. 2011 ging er in seine spanische Heimat zurück zu Deportivo Alavés, nur um sie bereits nach einem Jahr erneut zu verlassen und nach Bulgarien zu Botew Plowdiw zu wechseln. Anfang 2013 verpflichtete ihn Honka Espoo aus Finnland. Er erreichte mit seiner Mannschaft in der Saison 2013 die Vizemeisterschaft. Anfang 2014 nahm ihn Yeovil Town aus der englischen Football League Championship unter Vertrag. Mit seiner Mannschaft stieg er am Ende der Spielzeit 2013/14 ab. Im Sommer 2014 wechselte er zu Ermis Aradippou nach Zypern. Zunächst war er dort Stammkraft im Mittelfeld, wurde später nicht mehr berücksichtigt. Im Januar 2015 heuerte er bei Ross County in der ersten schottischen Liga an. Nach wenigen Wochen verletzte er sich und kam in der Folge nur noch zu Kurzeinsätzen.
Im Jahr 2015 kehrte Palazuelos nach Spanien zurück, wo ihn CD Guijuelo in der Segunda División B unter Vertrag nahm. Im Sommer 2016 ging er zu Real Avilés in die Tercera División. Ein Jahr später kehrte er zu Gimnástica de Torrelavega zurück. Mit der Mannschaft stieg er im Jahr 2018 in die Segunda División B auf. Seit 2021 spielt er nun für den Viertligisten CF Vimenor.